# Chotiłowo (obwód twerski)
Chotiłowo (ros. Хотилово) – wieś (sieło) w Rosji, w obwodzie twerskim, w rejonie bołogowskim. W 2010 liczyła 1433 mieszkańców.